# 이그나이트 (게임 엔진)
이그나이트(Ignite 또는 IGNITE) 게임 엔진은 일렉트로닉 아츠가 개발한 비디오 게임 기술들의 집합으로서, 비디오 게임 스포츠를 생동감 있게 만들어주기 위해 설계되었다. 이 기술은 2013년 5월 마이크로소프트의 엑스박스 원 발표 행사에서 발표되었으며, 엑스박스 원과 플레이스테이션 4용의 4개의 EA 스포츠 프랜차이즈 게임을 대상으로 한다: FIFA 14, EA 스포츠 UFC, Madden NFL 25, NBA 라이브 14 (모두 2013년 가을에 출시)

## 이그나이트 엔진을 사용하는 게임
| 타이틀          | 플랫폼                                               | 출시일         | 장르   |
| --------------- | ---------------------------------------------------- | -------------- | ------ |
| FIFA 14         | 플레이스테이션 4, 엑스박스 원                        | November 2013  | 스포츠 |
| Madden NFL 25   | 플레이스테이션 4, 엑스박스 원                        | November 2013  | 스포츠 |
| NBA 라이브 14   | 플레이스테이션 4, 엑스박스 원                        | November 2013  | 스포츠 |
| EA 스포츠 UFC   | 플레이스테이션 4, 엑스박스 원                        | June 2014      | 스포츠 |
| Madden NFL 15   | 플레이스테이션 4, 엑스박스 원                        | August 2014    | 스포츠 |
| NHL 15          | 플레이스테이션 4, 엑스박스 원                        | September 2014 | 스포츠 |
| FIFA 15         | 마이크로소프트 윈도우, 플레이스테이션 4, 엑스박스 원 | September 2014 | 스포츠 |
| NBA 라이브 15   | 플레이스테이션 4, 엑스박스 원                        | October 2014   | 스포츠 |
| Madden NFL 16   | 플레이스테이션 4, 엑스박스 원                        | August 2015    | 스포츠 |
| NHL 16          | 플레이스테이션 4, 엑스박스 원                        | September 2015 | 스포츠 |
| FIFA 16         | 마이크로소프트 윈도우, 플레이스테이션 4, 엑스박스 원 | September 2015 | 스포츠 |
| NBA 라이브 16   | 플레이스테이션 4, 엑스박스 원                        | September 2015 | 스포츠 |
| EA 스포츠 UFC 2 | 플레이스테이션 4, 엑스박스 원                        | March 2016     | 스포츠 |
| Madden NFL 17   | 플레이스테이션 4, 엑스박스 원                        | August 2016    | 스포츠 |
| NHL 17          | 플레이스테이션 4, 엑스박스 원                        | September 2016 | 스포츠 |
| NHL 18          | 플레이스테이션 4, 엑스박스 원                        | September 2017 | 스포츠 |
| NBA 라이브 18   | 플레이스테이션 4, 엑스박스 원                        | TBA            | 스포츠 |
| EA 스포츠 UFC 3 | 플레이스테이션 4, 엑스박스 원                        | TBA            | 스포츠 |
| NHL 19          | 플레이스테이션 4, 엑스박스 원                        | September 2018 | 스포츠 |
| NBA Live 19     | 플레이스테이션 4, 엑스박스 원                        | September 2018 | 스포츠 |
| NHL 20          | 플레이스테이션 4, 엑스박스 원                        | September 2019 | 스포츠 |
| NHL 21          | 플레이스테이션 4, 엑스박스 원                        | October 2020   | 스포츠 |